# 孔恩瀑布

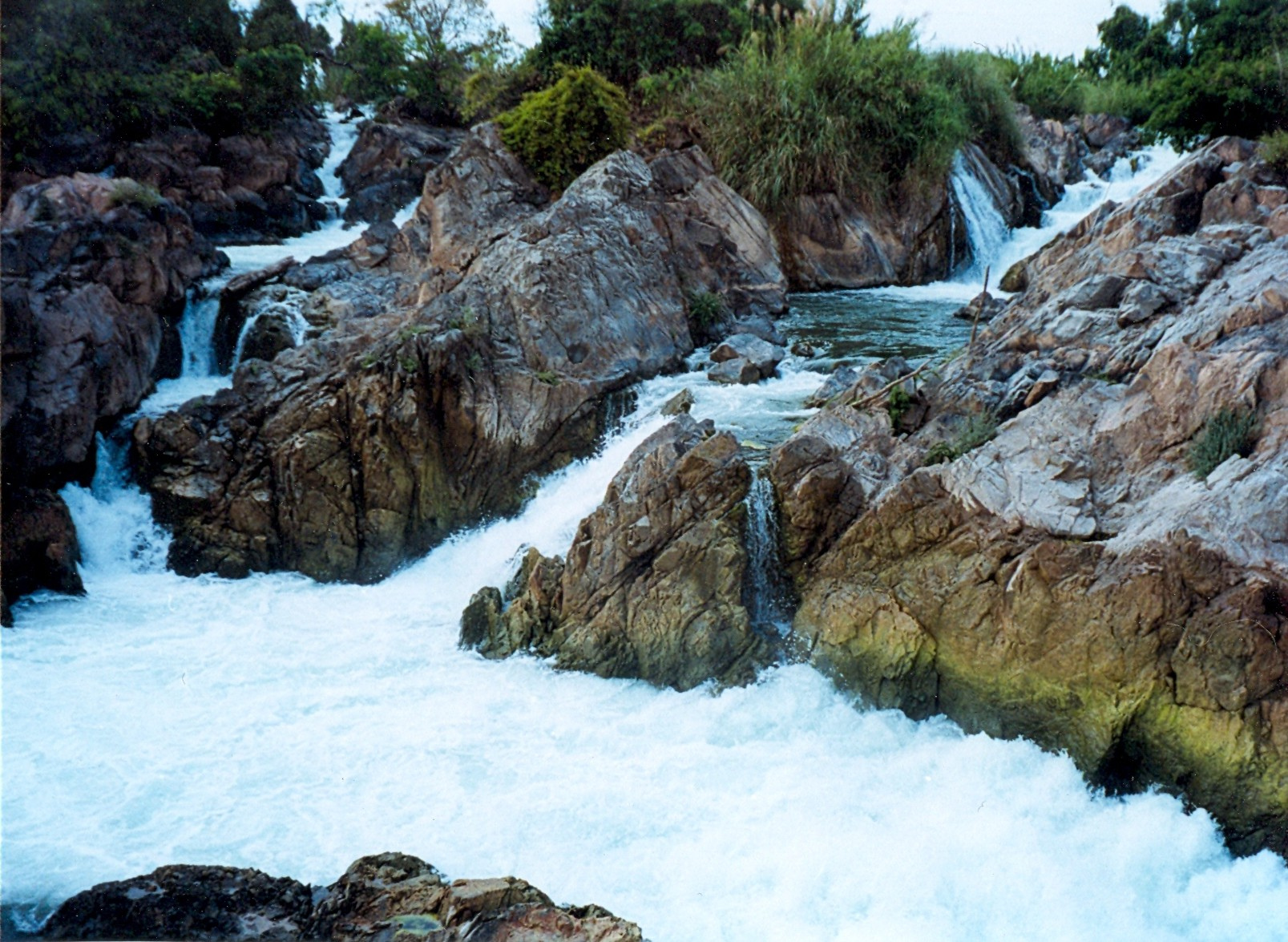
孔恩瀑布的奔流

孔恩瀑布（Khone Falls），位于老挝占巴塞省湄公河段上的瀑布，离柬埔寨不远。
孔恩瀑布由两部分组成，西边的是「桑法尼瀑布」，地势较高，枯水时断流，东边的名为「发芬瀑布」（Phapheng Falls），是孔恩主瀑，孔恩瀑布总宽9.7公里，落差15～24米，年均流量1.2万立方米/秒，号称世界上最寬的瀑布。

## 外部連結
- Mekong Express Laos Photo Album: Khone Falls（英文）
- Visit Laos: Champassak Province（英文）

13°57′35″N 105°59′12″E / 13.9597°N 105.9867°E